# Svart Lucia
Svart Lucia è un film del 1992, diretto da Rumle Hammerich. Le riprese si sono svolte a Stoccolma (al Kungsholmens gymnasium, negli studi di Stocksund, a Reimersholme e alla stazione ferroviaria Södra station) e a Copenaghen; il film è uscito in Svezia l'11 dicembre 1992, con un divieto per i minori di 15 anni.

## Trama
Mikaela Holm, studentessa delle scuole superiori svedesi, moderatamente grafomane, confessa a se stessa, nei propri diari, di "aver paura dei suoi occhi", senza che sia precisato a chi si riferisca.
Mikaela è invaghita del suo prof Göran, ed in un componimento in classe a tema libero scrive alcune frasi di argomento vagamente erotico. Il lavoro viene valutato dal professore, come tutti gli altri, esclusivamente dal punto di vista linguistico. Joakim, un compagno di classe della ragazza, figlio di Birgitta, e che è uso scherzare con lei lungo la ferrovia che li conduce a scuola, le sottrae il foglio con il tema, e lo legge, senza peraltro manifestare particolari reazioni.
Due altri compagni di Mikaela, Sandra, appassionata di tarocchi, e Max, dal comportamento deviante, hanno un rapporto difficile, e lo stesso può dirsi di quello che intercorre fra Mikaela e sua madre, in procinto di separarsi dal marito Magnus.
Ma Mikaela persiste: fa trovare a Göran altri suoi scritti, verosimilmente anonimi, e comincia a seguirlo. È testimone, in tal modo, degli incontri amorosi del professore con alcune donne, che le paiono conformarsi a quanto ella stessa gli aveva scritto in precedenza. Dopo aver spiato Göran che fa uso di manette durante un suo rapporto erotico, e di una sciarpa che stringe attorno al collo della sua compagna, Mikaela è presa da un presentimento: il professore finirà coll'uccidere qualcuno, come ella stessa aveva scritto nei suoi racconti di fantasia. Mikaela confida questo suo pensiero a Joakim, col quale saltuariamente ha dei rapporti sessuali.
Mikaela compie gli anni nel giorno di Santa Lucia, in commemorazione della cui festa si tiene un party, con tutti i compagni di classe di Mikaela, che per l'occasione, con intento macabro, si veste di nero (svart Lucia) e con la presenza anche del compagno Johan, vecchio amico della ragazza, e del professor Göran. Sandra viene trovata morta, strangolata da una sciarpa.
Mikaela è convinta che l'assassino sia Göran, ma eventi successivi mostrano che l'omicida non è il prof, ma è qualcuno dei cui occhi Mikaela ha paura, e che finisce travolto da un treno.

## Riconoscimenti
- 1993 - Guldbagge
  - Candidatura a migliore attrice a Tova Magnusson
  - Candidatura a migliore fotografia a Jens Fischer